# Ступови Лене
Ступови Лене (руски језик: Ле́нские столбы́, Lenskije Stolbi) су природна творевина стена уз обале реке Лене у крајњем источном Сибиру, мање од један дан вожње узводно бродом из града Јакутска, главног града аутономне републике Јакути.
Ступови су просечно високи 100-150 м, а настали су од камбријумског морског дна (трансгресија водоравног система наизменичног кречњака, лапорца, доломита и шкриљца), обликованог екстремном континенталном климом овог подручја с великом разликом у температурама, од око 100 °C. Наиме, температуре се зими спуштају до -60 °C, док лети износе и до око +40 °C. Ступови стеновитих торњева изолирани су једни од других дубоким и стрмим јаругама насталих услед ломова мраза на заједничким зглобовима. Продор воде с површине је олакшао криогене процесе брзинског смрзавања и одмрзавања, који су проширили јаруге између ступова. Процеси речних наноса су такође пресудни за настанак ступова. На овом месту се такође налази незаобилазно богатство камбријских фосилних остатака бројних врста, од којих су неки јединствени и уникатни. Због тога је Парк природе ступова Лене, површине 1.272.150 ха, 2012. године уписан на УНЕСКО-в Списак места Светске баштине у Азији и Аустралазији.
Посетиоци који су заинтересовани за лимнологију или еко-туризам често у истој посети посећују и Бајкалско језеро које се налази 900 km југозападно од Ступова Лене. Сама посета из најхладнијег града на свету, Јакутска, није угодна јер је путовање бродом реком Леном вртоглаво, а пешачке стазе су стрме, а понекад и несигурне.
- Поглед на реку Лену са ступова
- Ступови с реке Лене
- Ступови на завоју реке
- Усамљени ступ
- Туристички брод из Јакутска